# Hodossy Imre
Hodossy Imre (Lubotény, 1840. január 7. – Budapest, 1909. február 24.) országgyűlési képviselő.

## Életpályája
Tanulmányait Eperjesen, Kassán és Pesten végezte el. 1861-ben az országgyűlésre Sáros megye részéről más ifjakkal együtt az országgyűlési képviselők mellé mint kis követ küldték el. 1861-ben ügyvédi oklevelet kapott. Ezután Sáros megye tiszteletbeli főügyésze lett. 1869-ben Sáros megye kis-szebeni kerületének országgyűlési képviselője lett. 1870-től az igazságügyi bizottságnak tagja volt. 1870-ben Horvát Boldizsár igazságügy-miniszter kérésére emlékiratot írt a polgári házasság intézményének létesítése céljából. 1873–1874 között részt vett a kereskedelmi törvény szerkesztőbizottságának, az országgyűlésen e törvényjavaslat előadója volt. 1875-ben belépett a szabadelvű pártba. 1878-ban a szabadelvű pártból kilépett, s az ellenzékhez csatlakozott. Funták Sándor halála után 1878–1893 között a budapesti ügyvédi kamara elnöke, majd tiszteletbeli elnöke volt. 1882-ben a magyar jogászgyűlés elnöke volt. 1885-ben az országos ügyvédgyűlés elnöke lett. 1898-ban a Széll-kormány megalakulása után visszatért a szabadelvű párthoz.
Országgyűlési képviselőként leginkább közjogi és igazságügyi kérdésekkel foglalkozott.

## Családja
Szülei: Hodossy Ambrus (1812–1874) bíró és Dessewffy Sarolta (1820–1899) voltak. 1864. október 10-én Pillerpeklénben házasságot kötött Piller Annával (1841–1910). Négy gyermekük született: Ilona (1868-?), Gedeon (1869–1945), Anna (1870-?) és Sándor (1874–1957).